# James W. Barker
Pour les articles homonymes, voir Barker.
 (décembre 2018).
Si vous disposez d'ouvrages ou d'articles de référence ou si vous connaissez des sites web de qualité traitant du thème abordé ici, merci de compléter l'article en donnant les références utiles à sa vérifiabilité et en les liant à la section « Notes et références ».
James William Barker, né à White Plains (New York) le 5 décembre 1815 et mort à Rahway (New Jersey) le 26 juin 1869, était un homme d'affaires et politicien américain.

## Biographie
Militant new-yorkais du parti whig, il soutint la campagne de William Henry Harrison en 1840 et celle de Henry Clay en 1844.
En 1849, il participa, avec Charles B. Allen et d'autres New-yorkais, à la création de l'Ordre de la Bannière Étoilée, une société secrète réunie autour de la crainte de voir les immigrants catholiques, irlandais et allemands, prendre le pas sur les « natifs » protestants.
Barker et Allen ravivaient ainsi le mouvement nativiste lancé dans leur ville ainsi qu'à Philadelphie en 1844-1845.
Les membres de l'Ordre étant tenus de garder le secret sur les activités de la fraternité, ils répondaient invariablement « je ne sais rien » lorsqu'ils étaient interrogés sur ce sujet. De là vient le surnom de Know Nothing (« ne sais rien ») donné au mouvement nativiste qui se structura politiquement au sein de l'American Party entre 1852 et 1854.
En 1852-1853, Barker succéda à Charles Allen à la tête de l'Ordre qui, sous sa direction, s'étendit en de nombreuses ramifications à travers plusieurs États (New Jersey, Maryland, Connecticut, Massachusetts, Ohio), préparant ainsi les succès électoraux des Know Nothing en 1854-55.
C'est lors de cette vague nativiste que Barker se porta candidat au poste de maire de New York en tant que candidat de l' American Party (novembre 1854). Il fut toutefois vaincu (avec 18 547 voix contre 20 003) par le démocrate Fernando Wood, un ancien membre de l'Ordre dont l'élection fut favorisée par son appartenance au puissant Tammany Hall (dont il était le « Grand Sachem »).
Le mouvement Know Nothing s'étant essoufflé dès 1856, Barker se rallia finalement au parti républicain en 1860.
Vers cette époque, il ouvrit à Pittsburgh un magasin qui réalisait, grâce à l'utilisation de la publicité et à une gestion efficace, un chiffre d'affaires évalué à plus de deux millions de dollars par an.
En 1867, il fut victime d'une grave insolation dont les séquelles le contraignirent à réduire ses activités, ce qui ne l'empêcha pas de présider jusqu'à sa mort une compagnie d'assurances-vie et de mener toutes sortes de spéculations immobilières.
Ayant vendu sa maison de Lexington Avenue, il s'installa à Rahway, où il mourut à la suite d'une attaque.

## Source
- Nécrologie du New York Times, 27 juin 1869.